# Codex Mosquensis I
Der Codex Mosquensis I (Gregory-Aland no. Kap oder 018) ist eine griechische Handschrift des Neuen Testaments, die auf das 9. Jahrhundert datiert wird. Die Handschrift ist nicht vollständig.

## Beschreibung
Die Handschrift besteht aus der Apostelgeschichte und den Paulusbriefen auf 288 Pergamentblättern (33,8 × 24,2 cm), allerdings fehlen dem Codex einige Teile der Paulusbriefe (Rom. 10,18 bis 1 Kor. 6,13; 1 Kor. 8,8–11).
Der Text steht in zwei Spalten mit 27 Zeilen. Er enthält Spiritus asper, Spiritus lenis und Akzente.
Der griechische Text des Codex repräsentiert den byzantinischen Text und wird der Kategorie V zugeordnet.
Die Handschrift wurde durch Scholz untersucht und durch Matthäi kollationiert.
Der Codex wird im Staatlichen Historischen Museum (V. 93) in Moskau verwahrt.